# NGC 5896
NGC 5896 (również PGC 54367) – galaktyka spiralna (S), znajdująca się w gwiazdozbiorze Wolarza. Odkrył ją 23 maja 1854 roku R.J. Mitchell – asystent Williama Parsonsa.